# Chirodica
Chirodica is een geslacht van kevers uit de familie bladkevers (Chrysomelidae).
De wetenschappelijke naam van het geslacht werd in 1834 gepubliceerd door Ernst Friedrich Germar.

## Soorten
- Chirodica cedarbergensis Biondi, 1998
- Chirodica denardisi Biondi, 1998
- Chirodica namibiana Biondi, 1998
- Chirodica outeniquensis Biondi, 1998
- Chirodica similfulva Biondi, 1998